# Bronisław Taczanowski

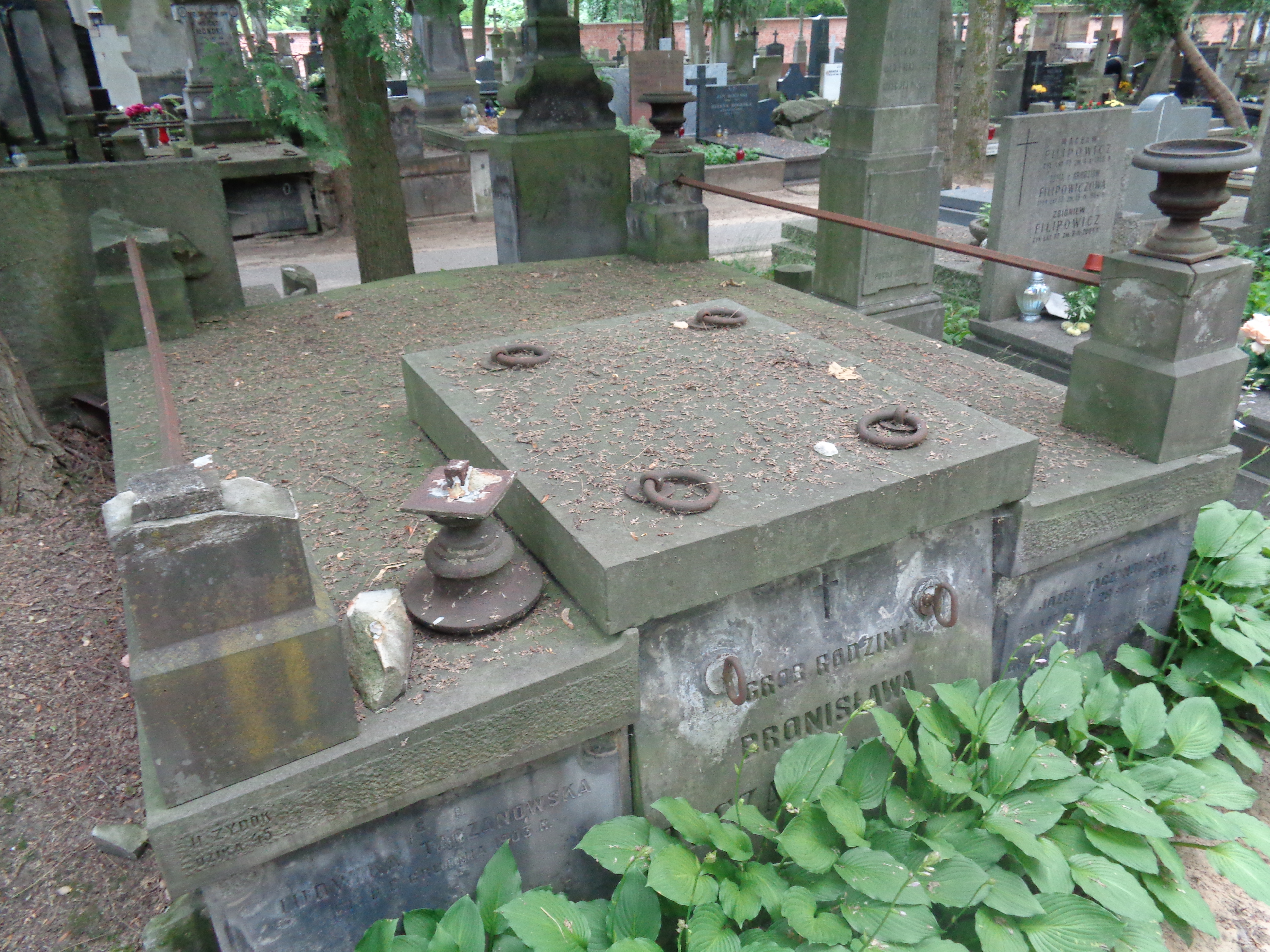
Grób Bronisława Taczanowskiego na cmentarzu Powązkowskim

Bronisław Taczanowski (ur. 7 października 1840 w Kowalach, zm. 27 lutego 1912) – polski lekarz otiatra i psychiatra, autor pierwszych polskich podręczników otolaryngologii.
Pochodził w linii wieluńskiej Taczanowskich, urodzony w Kowalach. Ukończył gimnazjum w Piotrkowie w roku 1856. Studiował w Warszawie, Würzburgu i Wiedniu. Dyplom lekarza uzyskał w Szkole Głównej Warszawskiej w 1865, a następnie podjął pracę w warszawskim szpitalu św. Jana Bożego. W roku 1880 został ordynatorem, a w roku 1905 naczelnym lekarzem szpitala przeniesionego do Tworek po odejściu Iwana Sabasznikowa. Prowadził także prywatny zakład dla umysłowo i nerwowo chorych. Mimo trudnych warunków pracy podejmował próby samodzielnych badań naukowych dotyczących np. zastosowania podskórnego kurary u epileptyków. W roku 1867 skrytykował zastosowanie oftalmoskopu do rozpoznawania chorób układu nerwowego. Interesował się również fizjologicznymi aspektami pobudzenia maniakalnego. Będąc członkiem Towarzystwa Lekarskiego Warszawskiego w roku 1871 protestował przeciwko rozwiązaniu w ramach tego towarzystwa sekcji psychiatrii. Głównym jednak obszarem jego zainteresowań pozostawała otiatria.
Pochowany jest na cmentarzu Powązkowskim (kwatera 184, rząd 2, miejsce 6/7).

## Wybrane prace
- Rys praktyczny otiatryi, 1868
- Laryngologia i rynoskopia, 1871